# Supercoppa Mitropa
Nel 1989 si disputò l'unica edizione della Supercoppa Mitropa, manifestazione ideata dal presidente del Pisa Romeo Anconetani che vide contrapporsi le squadre vincitrici delle ultime due edizioni precedenti di Mitropa: il Baník Ostrava e lo stesso Pisa, aggiudicatesi rispettivamente le edizioni 1988-89 e 1987-88.

## Partecipanti
| Nazione                   | Squadra       | Campionato                              | Note                                                                         |
| ------------------------- | ------------- | --------------------------------------- | ---------------------------------------------------------------------------- |
| Cecoslovacchia (bandiera) | Baník Ostrava | 4º campionato di Cecoslovacchia 1987-88 | Vincitrice Coppa Intertoto 1988 Girone 3, vincitrice Coppa Mitropa 1988-1989 |
| Italia (bandiera)         | Pisa          | 13º campionato d'Italia 1987-88         | Vincitrice Coppa Mitropa 1987-1988                                           |

## Le partite

### Andata
| Ostrava 12 aprile 1989 | Baník Ostrava OKD | 3 – 0 | Pisa | Stadio Bazaly |

### Ritorno
| Pisa 25 aprile 1989 | Pisa | 3 – 1 (d.t.s.) | Baník Ostrava OKD | Stadio Arena Garibaldi |

### Descrizione
Nell'incontro d'andata, disputato ad Ostrava, il Baník superò la squadra nerazzurra col punteggio di 3-0. Nel ritorno, al termine dei novanta minuti regolamentari, il Pisa riuscì a bilanciare con lo stesso risultato la sconfitta dell'andata; ai tempi supplementari il Banik, a pochi minuti dalla fine, realizzò il gol del 3-1 che gli consentì di aggiudicarsi il trofeo.

## Classifica marcatori
| Gol |  |  | Giocatore           | Squadra       |
| --- |  |  | ------------------- | ------------- |
| 1   |  |  | Petr Škarabela      | Baník Ostrava |
| 1   |  |  | Karel Kula          | Baník Ostrava |
| 1   |  |  | Radim Nečas         | Baník Ostrava |
| 1   |  |  | Francis Severeyns   | Pisa          |
| 1   |  |  | Davide Lucarelli    | Pisa          |
| 1   |  |  | Giuseppe Incocciati | Pisa          |
| 1   |  |  | Radek Basta         | Baník Ostrava |